# André Vidal de Araújo
André Vidal de Araújo foi um político brasileiro, tendo sido eleito deputado federal pelo Amazonas na legenda da Aliança Frente Libertadora, constituída pelo Partido Social Democrático (PSD) e pelo Partido Democrata Cristão (PDC), do qual foi um dos fundadores.

## Dados biográficos
André Vidal de Araújo nasceu no município brasileiro de Goiana, no estado de Pernambuco, no dia 15 de outubro de 1899, filho de Francisco Pedro de Araújo Filho e de Francelina Barbosa de Araújo. Rui Araújo, seu irmão, também teve uma carreira política e foi deputado federal pelo Amazonas entre 1951 e 1955.
Vidal de Araújo formou-se pela Faculdade de Direito do Amazonas, estudando mais tarde Pedagogia, Psicologia e Filosofia. Atuou como promotor interino em Urucará e promotor efetivo em Boa Vista do Rio Branco. Foi suplente de juiz preparador em São Paulo do Olivença e juiz preparador em Carauari. Em sua carreira ainda foi Juiz de Direito, Procurador-geral do Amazonas, Desembargador, diretor-geral da Instrução Pública e juiz de menores em Manaus. Fundou o Instituto Montessoriano Alvaro Maia, a Escola de Serviço Social do Laboratório Pedagógico de Conduta Infantil Araújo Filho e a Oficina de Serviço Social do Amazonas. Também foi professor da Universidade do Amazonas.
Retornando à vida política, foi secretário de Educação e Cultura do governo de Artur César Ferreira Reis, durante o qual foi presidente do Conselho Estadual de Educação.
Foi membro da Academia Amazonense de Letras, ocupando a cadeira de número 5. Entre suas principais obras está Introdução à Sociologia da Amazônia. Também foi membro do Instituto Histórico e Geográfico do Amazonas.